# Eumara
Eumara is een geslacht van kevers uit de familie van de loopkevers (Carabidae). De wetenschappelijke naam van het geslacht is voor het eerst geldig gepubliceerd in 1901 door Tschitscherine.

## Soorten
Het geslacht Eumara omvat de volgende soorten:
- Eumara hiekei Straneo, 1990
- Eumara maindroni Tschitscherine, 1901
- Eumara negrei Straneo, 1967
- Eumara obscura (Putzeys, 1875)